# Pusey (Oxfordshire)
Pusey is een civil parish in het bestuurlijke gebied Vale of White Horse, in het Engelse graafschap Oxfordshire met 55 inwoners.